# Neagolius praecox
Neagolius praecox är en skalbaggsart som beskrevs av Wilhelm Ferdinand Erichson 1848. Neagolius praecox ingår i släktet Neagolius och familjen Aphodiidae. Inga underarter finns listade i Catalogue of Life.